# Reinhold von Willebrand

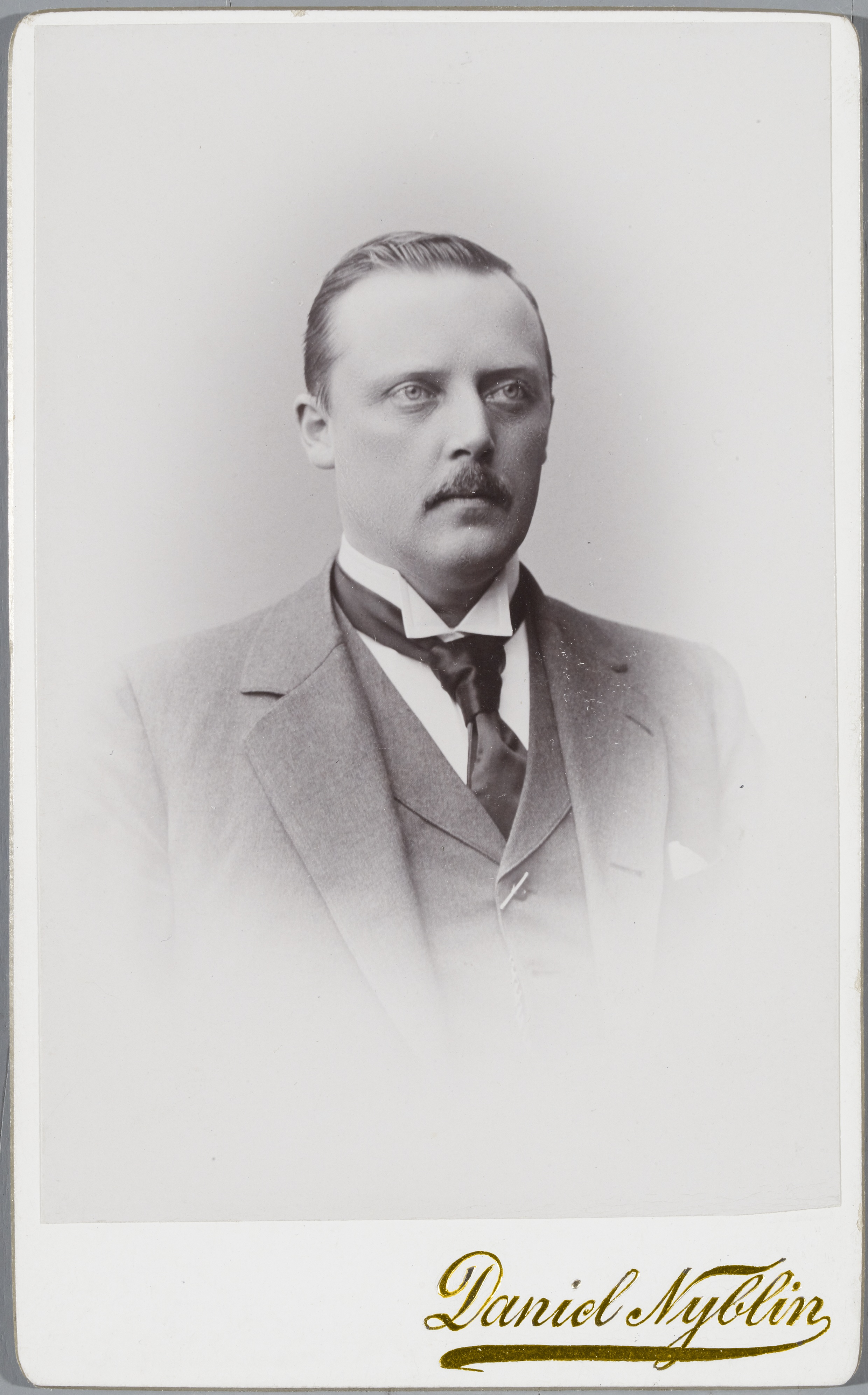
R. F. von Willebrand.

Reinhold Felix von Willebrand, född 23 februari 1858 i Helsingfors, död 6 maj 1935 i Helsingfors, var en finländsk friherre, litteraturkritiker och idrottsledare. 

## Gärning
Reinhold von Willebrand innehade från 1901 till 1905 en kanslistbefattning vid senatens civilexpedition och var från 1898 till 1932 utgivare av Finsk Tidskrift. Han var därför en erkänd auktoritet inom sitt område. I ett kvartsekel var han också ordförande i Helsingfors skridskoklubb och mångårig ordförande i Svenska Finlands skidförbund samt medlem av IOK 1908–1918. 
Han testamenterade en stor del av sin förmögenhet till olika finlandssvenska kulturändamål.

## Släkt
Reinhold von Willebrands föräldrar var friherre Knut Felix von Willebrand och Anna Sofia Jaenisch. Hans syster var gift med svenske statsvetaren Pontus Fahlbeck.

## Utmärkelser
- Kommendör av Vasaorden,  1922[2]
- Kommendörstecknet av Finlands Vita Ros’ orden[2]

[Redigera Wikidata]